# 罗湘涛
罗湘涛（1900年—1968年），中国人民解放军将领、中国人民解放军开国少将。
曾任中国人民解放军南京军区后勤部军需部政委。1955年，授予中国人民解放军少将。